# Gaston Bérardi
Pour les articles homonymes, voir Berardi.
Gaston Bérardi, né à Bruxelles le 28 octobre 1849 et décédé à Paris le 30 juin 1926, est un patron de presse, critique d'art et compositeur belge.

## Biographie
Gaston Bérardi est directeur du quotidien bruxellois L'Indépendance belge à partir de novembre  1884, succédant à son père Léon Bérardi qui occupait la même fonction depuis 1858. Comme ce dernier, il écrit sous divers pseudonymes, en particulier « Mardoche », « Desgenais », « Gaston Britta » et « G. Bohr ». Avec du flair, il lance en 1893 le Petit Bleu du matin, quotidien à un sou, imprimé sur papier bleuté, et rédigé sur le modèle de la Petite presse, pour la "défense de l'œuvre coloniale" et qui est rapidement plus rentable que sa maison-mère.
Lorsque son père Léon Bérardi décède en 1897, il en cède la propriété à un groupe de capitalistes franco-belges, qui « n'avait acquis le journal que pour en faire un instrument de propagande pacifiste », selon le rédacteur en chef Gérard Harry. Ce dernier donne sa démission.
Fondateur du Mouvement économique, Gaston Bérardi écrit aussi dans la presse française, notamment dans Le Figaro et dans Le Temps, sous des pseudonymes divers, dont Britta, qui lui sert à publier une œuvre musicale. Il a été correspondant théâtral de L'Indépendance belge à Paris, où on l'appelait avec ironie le « Brillant belge », du nom d'un produit de beauté pour les chaussures. C'est un journaliste que « tout Paris aime », assure un contemporain.
En 1924, il reçoit le prix Archon-Despérouses.